# 2022-es NBA-döntő
A 2022-es NBA-döntő (hivatalos nevén: 2022 NBA Finals presented by YouTube TV) a National Basketball Association 2021–2022-es szezonjának bajnokát eldöntő sorozata. A Golden State Warriors hetedik bajnoki címét nyerte el a szezonban. 2019 óta először tér vissza megszokott, júniusi időpontjára a döntő. Június 2-án kezdődött és június 16-án ért véget.
A sorozatban a nyugat bajnoka, a Golden State Warriors és a kelet bajnoka, a Boston Celtics szerepelt. A két csapat az 1964-es döntőben mérkőzött meg legutóbb egymással a bajnoki címért. Akkor a Celtics öt mérkőzés alatt legyőzte a San Francisco Warriorst.

## Csapatok

### Boston Celtics

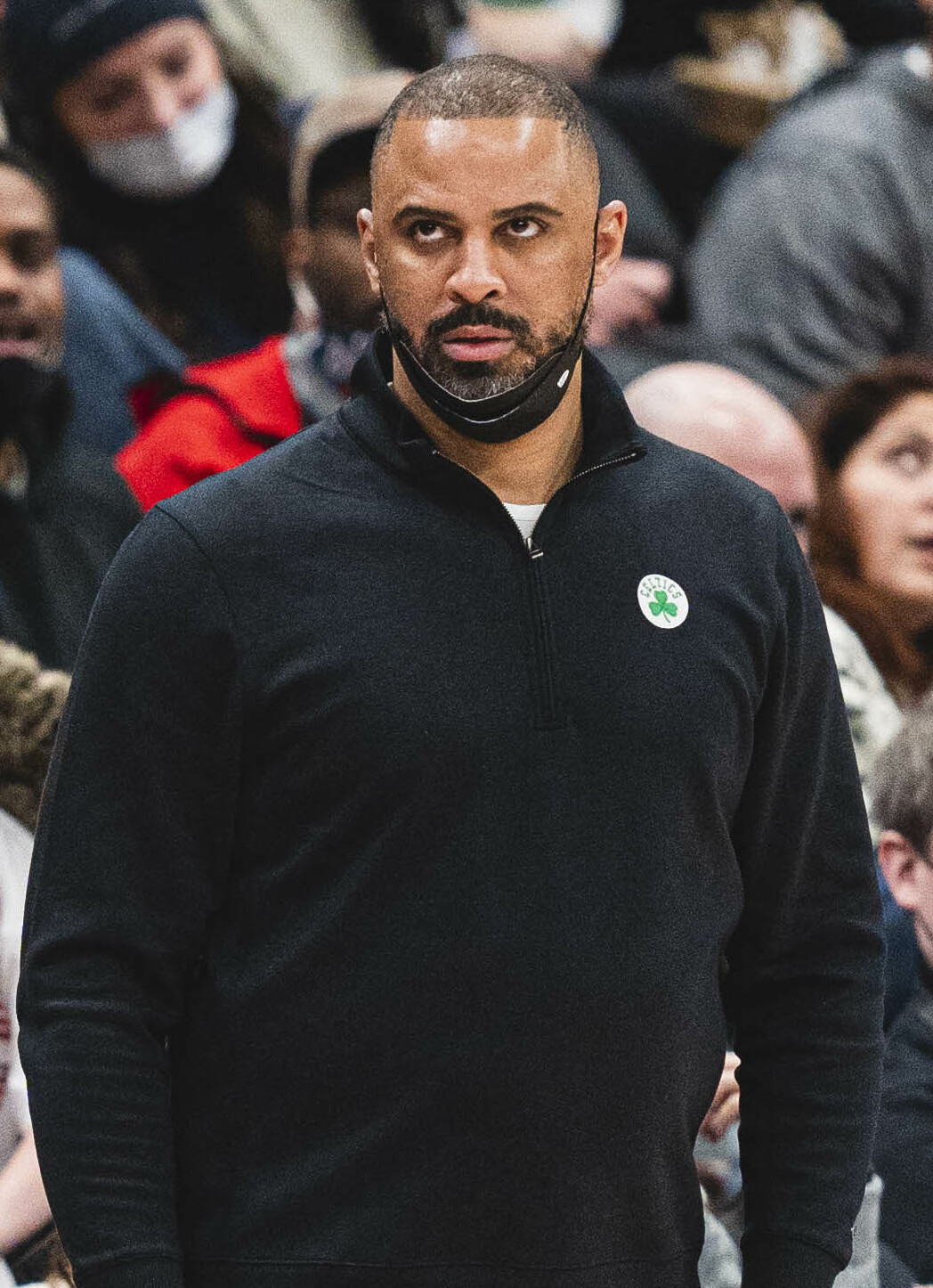
Ugyan ez volt az első éve kosárlabda-vezetőedzőként, Ime Udoka a döntőig vezette a Celtics csapatát, 12 év után először.

A Los Angeles Clippers elleni december 29-i vereség után a Celtics teljesítménye 16–19 volt a szezonban és mindössze a 10. helyen szerepeltek a keleti főcsoportban. Az évad végére ennek ellenére mindössze 31 mérkőzést vesztettek el és 35-öt nyertek meg, amely elég volt a második helyre a főcsoportjukba.
Az első fordulóban a csapata négy mérkőzésen elsöpörte a szezon előtt nagy esélyesnek tartott, Kevin Durant, Kyrie Irving és eleinte James Harden által erősített, 7. helyezett Brooklyn Nets-et. A következő fordulóban a 2021-es bajnok Milwaukee Bucks és a döntő MVP, Jánisz Antetokúnmpo ellen kellett játszania a csapatnak. Öt mérkőzés után 3–2-es hátrányba kerültek, de végül a hét meccs után ők kerekedtek felül. Miután 2–1-es hátrányban voltak a főcsoport-döntőben az első helyezett Miami Heat ellen, a Celtics hét mérkőzés alatt tudta megverni a floridai csapatot. 2010 óta először vannak a döntőben és történetükben ez a 22. alkalom.

### Golden State Warriors
Miután sorozatban öt évig szerepeltek a döntőben 2015 és 2019 között, a Warriors a következő két szezonban sérülésektől szenvedett, például Klay Thompson kihagyta a teljes 2019–2020-as és 2020–2021-es évadokat is, míg Stephen Curry is csak 68 mérkőzést játszott ugyanezen időszak alatt. Thompson januári visszatérésével a Warriors az előző három évben először elérte a rájátszást, harmadikként zárva a szezont, 53–29-es teljesítménnyel, miután az előző két évben összesen 54-et nyertek csak meg.
Az első fordulóban a Warriors öt mérkőzés alatt legyőzte a hatodik Denver Nuggets-et és a szezon-MVP Nikola Jokić-ot, annak ellenére, hogy Stephen Curry a cserepadon kezdett négy mérkőzést az ötből. A Warriors ezt követően a Memphis Grizzlies csapatával csapott össze, amely sorozatot hat meccs alatt nyertek meg. Miután megverték Luka Dončić-ot és a Dallas Mavericks-et öt mérkőzés alatt a főcsoport-döntőben, eljutottak a döntőig, az elmúlt nyolc szezonban hatodjára és történetükben 12. alkalommal.

### Út a döntőig
| Keleti főcsoport |                        |    |    |      |      |
| Hely.            | Csapat                 | Gy | V  | %    | GB   |
| 1.               | c – Miami Heat *       | 53 | 29 | .646 | 0.0  |
| 2.               | y – Boston Celtics *   | 51 | 31 | .622 | 2.0  |
| 3.               | y – Milwaukee Bucks *  | 51 | 31 | .622 | 2.0  |
| 4.               | x – Philadelphia 76ers | 51 | 31 | .622 | 2.0  |
| 5.               | x – Toronto Raptors    | 48 | 34 | .585 | 5.0  |
| 6.               | x – Chicago Bulls      | 46 | 36 | .561 | 7.0  |
|                  |                        |    |    |      |      |
| 7.               | x – Brooklyn Nets      | 44 | 38 | .537 | 9.0  |
| 8.               | x – Atlanta Hawks      | 43 | 39 | .524 | 10.0 |
| 9.               | Cleveland Cavaliers    | 44 | 38 | .537 | 9.0  |
| 10.              | Charlotte Hornets      | 43 | 39 | .524 | 10.0 |
|                  |                        |    |    |      |      |
| 11.              | New York Knicks        | 37 | 45 | .451 | 16.0 |
| 12.              | Washington Wizards     | 35 | 47 | .427 | 18.0 |
| 13.              | Indiana Pacers         | 25 | 57 | .305 | 28.0 |
| 14.              | Detroit Pistons        | 23 | 59 | .280 | 30.0 |
| 15.              | Orlando Magic          | 22 | 60 | .268 | 31.0 |

| Nyugati főcsoport |                            |    |    |      |      |
| Hely.             | Csapat                     | Gy | V  | %    | GB   |
| 1.                | z – Phoenix Suns *         | 64 | 18 | .780 | 0.0  |
| 2.                | y – Memphis Grizzlies *    | 56 | 26 | .683 | 8.0  |
| 3.                | x – Golden State Warriors  | 53 | 29 | .646 | 11.0 |
| 4.                | x – Dallas Mavericks       | 52 | 30 | .634 | 12.0 |
| 5.                | y – Utah Jazz *            | 49 | 33 | .598 | 15.0 |
| 6.                | x – Denver Nuggets         | 48 | 34 | .585 | 16.0 |
|                   |                            |    |    |      |      |
| 7.                | x – Minnesota Timberwolves | 46 | 36 | .561 | 18.0 |
| 8.                | x – New Orleans Pelicans   | 36 | 46 | .439 | 28.0 |
| 9.                | Los Angeles Clippers       | 42 | 40 | .512 | 22.0 |
| 10.               | San Antonio Spurs          | 34 | 48 | .415 | 30.0 |
|                   |                            |    |    |      |      |
| 11.               | Los Angeles Lakers         | 33 | 49 | .402 | 31.0 |
| 12.               | Sacramento Kings           | 30 | 52 | .366 | 34.0 |
| 13.               | Portland Trail Blazers     | 27 | 55 | .329 | 37.0 |
| 14.               | Oklahoma City Thunder      | 24 | 58 | .293 | 40.0 |
| 15.               | Houston Rockets            | 20 | 62 | .244 | 44.0 |

### Egymás ellen az alapszakaszban
| 2021. december 17. | Golden State Warriors                    | 111–107   | Boston Celtics         | TD Garden, Boston Nézőszám: 19 156 Játékvezetők: James Capers, Tyler Ford, Gediminas Petraitis |
| 2021. december 17. | (34–26, 34–28, 14–27, 29–26) Jegyzőkönyv |           |                        | TD Garden, Boston Nézőszám: 19 156 Játékvezetők: James Capers, Tyler Ford, Gediminas Petraitis |
| 2021. december 17. | Stephen Curry 30                         | Pont      | Jayson Tatum 27        | TD Garden, Boston Nézőszám: 19 156 Játékvezetők: James Capers, Tyler Ford, Gediminas Petraitis |
| 2021. december 17. | Kevon Looney 10                          | Lepattanó | Robert Williams III 11 | TD Garden, Boston Nézőszám: 19 156 Játékvezetők: James Capers, Tyler Ford, Gediminas Petraitis |
| 2021. december 17. | Draymond Green 8                         | Gólpassz  | Marcus Smart 8         | TD Garden, Boston Nézőszám: 19 156 Játékvezetők: James Capers, Tyler Ford, Gediminas Petraitis |

| 2022. március 16. | Boston Celtics                           | 110–88    | Golden State Warriors | Chase Center, San Francisco Nézőszám: 18 064 Játékvezetők: James Capers, Karl Lane, Lauren Holtkamp |
| 2022. március 16. | (23–17, 25–15, 31–37, 31–19) Jegyzőkönyv |           |                       | Chase Center, San Francisco Nézőszám: 18 064 Játékvezetők: James Capers, Karl Lane, Lauren Holtkamp |
| 2022. március 16. | Brown, Tatum 26                          | Pont      | Jordan Poole 29       | Chase Center, San Francisco Nézőszám: 18 064 Játékvezetők: James Capers, Karl Lane, Lauren Holtkamp |
| 2022. március 16. | Jayson Tatum 12                          | Lepattanó | Green, Looney 8       | Chase Center, San Francisco Nézőszám: 18 064 Játékvezetők: James Capers, Karl Lane, Lauren Holtkamp |
| 2022. március 16. | Marcus Smart 8                           | Gólpassz  | Kevon Looney 4        | Chase Center, San Francisco Nézőszám: 18 064 Játékvezetők: James Capers, Karl Lane, Lauren Holtkamp |

## Mérkőzések

### Első mérkőzés
| 2022. június 2. 21:00       | Boston Celtics                           | 120–108   | Golden State Warriors | Chase Center, San Francisco Nézőszám: 18 064 Játékvezetők: Marc Davis, John Goble, James Williams |
| 2022. június 2. 21:00       | (28–32, 28–22, 24–38, 40–16) Jegyzőkönyv |           |                       | Chase Center, San Francisco Nézőszám: 18 064 Játékvezetők: Marc Davis, John Goble, James Williams |
| 2022. június 2. 21:00       | Al Horford 26                            | Pont      | Stephen Curry 34      | Chase Center, San Francisco Nézőszám: 18 064 Játékvezetők: Marc Davis, John Goble, James Williams |
| 2022. június 2. 21:00       | Jaylen Brown 7                           | Lepattanó | Draymond Green 11     | Chase Center, San Francisco Nézőszám: 18 064 Játékvezetők: Marc Davis, John Goble, James Williams |
| 2022. június 2. 21:00       | Jayson Tatum 13                          | Gólpassz  | 3 játékos 5           | Chase Center, San Francisco Nézőszám: 18 064 Játékvezetők: Marc Davis, John Goble, James Williams |
| A Boston Celtics vezet, 1–0 |                                          |           |                       | Chase Center, San Francisco Nézőszám: 18 064 Játékvezetők: Marc Davis, John Goble, James Williams |

### Második mérkőzés
| 2022. június 5. 20:00 | Boston Celtics                           | 88–107    | Golden State Warriors | Chase Center, San Francisco Nézőszám: 18 064 Játékvezetők: Zach Zarba, Tony Brothers, Josh Tiven |
| 2022. június 5. 20:00 | (30–31, 20–21, 14–35, 24–20) Jegyzőkönyv |           |                       | Chase Center, San Francisco Nézőszám: 18 064 Játékvezetők: Zach Zarba, Tony Brothers, Josh Tiven |
| 2022. június 5. 20:00 | Jayson Tatum 28                          | Pont      | Stephen Curry 29      | Chase Center, San Francisco Nézőszám: 18 064 Játékvezetők: Zach Zarba, Tony Brothers, Josh Tiven |
| 2022. június 5. 20:00 | Al Horford 8                             | Lepattanó | Kevon Looney 7        | Chase Center, San Francisco Nézőszám: 18 064 Játékvezetők: Zach Zarba, Tony Brothers, Josh Tiven |
| 2022. június 5. 20:00 | Marcus Smart 5                           | Gólpassz  | Draymond Green 7      | Chase Center, San Francisco Nézőszám: 18 064 Játékvezetők: Zach Zarba, Tony Brothers, Josh Tiven |
| Döntetlen, 1–1        |                                          |           |                       | Chase Center, San Francisco Nézőszám: 18 064 Játékvezetők: Zach Zarba, Tony Brothers, Josh Tiven |

### Harmadik mérkőzés
| 2022. június 8. 21:00       | Golden State Warriors                    | 100–116   | Boston Celtics         | TD Garden, Boston Nézőszám: 19 156 Játékvezetők: Scott Foster, David Guthrie, Courtney Kirkland |
| 2022. június 8. 21:00       | (22–33, 34–35, 33–25, 11–23) Jegyzőkönyv |           |                        | TD Garden, Boston Nézőszám: 19 156 Játékvezetők: Scott Foster, David Guthrie, Courtney Kirkland |
| 2022. június 8. 21:00       | Stephen Curry 31                         | Pont      | Jaylen Brown 27        | TD Garden, Boston Nézőszám: 19 156 Játékvezetők: Scott Foster, David Guthrie, Courtney Kirkland |
| 2022. június 8. 21:00       | Looney, Wiggins 7                        | Lepattanó | Robert Williams III 10 | TD Garden, Boston Nézőszám: 19 156 Játékvezetők: Scott Foster, David Guthrie, Courtney Kirkland |
| 2022. június 8. 21:00       | Otto Porter Jr. 4                        | Gólpassz  | Jayson Tatum 9         | TD Garden, Boston Nézőszám: 19 156 Játékvezetők: Scott Foster, David Guthrie, Courtney Kirkland |
| A Boston Celtics vezet, 2–1 |                                          |           |                        | TD Garden, Boston Nézőszám: 19 156 Játékvezetők: Scott Foster, David Guthrie, Courtney Kirkland |

### Negyedik mérkőzés
| 2022. június 10. 21:00 | Golden State Warriors                    | 107–97    | Boston Celtics         | TD Garden, Boston Nézőszám: 19 156 Játékvezetők: James Capers, Kane Fitzgerald, Eric Lewis |
| 2022. június 10. 21:00 | (27–28, 22–25, 30–24, 28–19) Jegyzőkönyv |           |                        | TD Garden, Boston Nézőszám: 19 156 Játékvezetők: James Capers, Kane Fitzgerald, Eric Lewis |
| 2022. június 10. 21:00 | Stephen Curry 43                         | Pont      | Jayson Tatum 23        | TD Garden, Boston Nézőszám: 19 156 Játékvezetők: James Capers, Kane Fitzgerald, Eric Lewis |
| 2022. június 10. 21:00 | Andrew Wiggins 16                        | Lepattanó | Robert Williams III 12 | TD Garden, Boston Nézőszám: 19 156 Játékvezetők: James Capers, Kane Fitzgerald, Eric Lewis |
| 2022. június 10. 21:00 | Draymond Green 8                         | Gólpassz  | Jayson Tatum 6         | TD Garden, Boston Nézőszám: 19 156 Játékvezetők: James Capers, Kane Fitzgerald, Eric Lewis |
| Döntetlen, 2–2         |                                          |           |                        | TD Garden, Boston Nézőszám: 19 156 Játékvezetők: James Capers, Kane Fitzgerald, Eric Lewis |

### Ötödik mérkőzés
| 2022. június 13. 21:00             | Boston Celtics                           | 94–104    | Golden State Warriors | Chase Center, San Francisco Nézőszám: 18 064 Játékvezetők: Marc Davis, Tony Brothers, Josh Tiven |
| 2022. június 13. 21:00             | (16–27, 23–24, 35–24, 20–29) Jegyzőkönyv |           |                       | Chase Center, San Francisco Nézőszám: 18 064 Játékvezetők: Marc Davis, Tony Brothers, Josh Tiven |
| 2022. június 13. 21:00             | Jayson Tatum 27                          | Pont      | Andrew Wiggins 26     | Chase Center, San Francisco Nézőszám: 18 064 Játékvezetők: Marc Davis, Tony Brothers, Josh Tiven |
| 2022. június 13. 21:00             | Jayson Tatum 10                          | Lepattanó | Andrew Wiggins 13     | Chase Center, San Francisco Nézőszám: 18 064 Játékvezetők: Marc Davis, Tony Brothers, Josh Tiven |
| 2022. június 13. 21:00             | Brown, Tatum 4                           | Gólpassz  | Stephen Curry 8       | Chase Center, San Francisco Nézőszám: 18 064 Játékvezetők: Marc Davis, Tony Brothers, Josh Tiven |
| A Golden State Warriors vezet, 3–2 |                                          |           |                       | Chase Center, San Francisco Nézőszám: 18 064 Játékvezetők: Marc Davis, Tony Brothers, Josh Tiven |

### Hatodik mérkőzés
| 2022. június 16. 21:00              | Golden State Warriors                    | 103–90    | Boston Celtics  | TD Garden, Boston Nézőszám: 19 156 Játékvezetők: Zach Zarba, David Guthrie, John Goble |
| 2022. június 16. 21:00              | (27–22, 27–17, 22–27, 27–24) Jegyzőkönyv |           |                 | TD Garden, Boston Nézőszám: 19 156 Játékvezetők: Zach Zarba, David Guthrie, John Goble |
| 2022. június 16. 21:00              | Stephen Curry 34                         | Pont      | Jaylen Brown 34 | TD Garden, Boston Nézőszám: 19 156 Játékvezetők: Zach Zarba, David Guthrie, John Goble |
| 2022. június 16. 21:00              | Draymond Green 12                        | Lepattanó | Al Horford 14   | TD Garden, Boston Nézőszám: 19 156 Játékvezetők: Zach Zarba, David Guthrie, John Goble |
| 2022. június 16. 21:00              | Draymond Green 8                         | Gólpassz  | Marcus Smart 9  | TD Garden, Boston Nézőszám: 19 156 Játékvezetők: Zach Zarba, David Guthrie, John Goble |
| Golden State Warriors győzelem, 4–2 |                                          |           |                 | TD Garden, Boston Nézőszám: 19 156 Játékvezetők: Zach Zarba, David Guthrie, John Goble |

## Statisztikák
| Játékos             | JM | KM | JP/M | MG%   | 3P%   | BD%  | LP/M | GP/M | L/M | B/M | P/M  |
| ------------------- | -- | -- | ---- | ----- | ----- | ---- | ---- | ---- | --- | --- | ---- |
| Jaylen Brown        | 6  | 6  | 38.8 | .431  | .340  | .806 | 7.3  | 3.7  | 0.8 | 0.3 | 23.5 |
| Jayson Tatum        | 6  | 6  | 40.7 | .367  | .455  | .656 | 6.8  | 7.0  | 1.2 | 0.7 | 21.5 |
| Marcus Smart        | 6  | 6  | 35.4 | .430  | .412  | .750 | 4.5  | 5.0  | 1.5 | 0.0 | 15.2 |
| Al Horford          | 6  | 6  | 31.8 | .605  | .625  | .667 | 8.5  | 2.8  | 0.7 | 0.7 | 12.5 |
| Robert Williams III | 6  | 6  | 26.4 | .769  | .000  | .833 | 7.5  | 1.5  | 0.8 | 2.8 | 7.5  |
| Derrick White       | 6  | 0  | 26.5 | .327  | .400  | .929 | 1.5  | 2.2  | 0.7 | 0.5 | 9.8  |
| Grant Williams      | 6  | 0  | 17.0 | .529  | .300  | .667 | 2.3  | 1.0  | 0.2 | 0.7 | 4.2  |
| Payton Pritchard    | 6  | 0  | 11.1 | .300  | .214  | .500 | 2.2  | 1.0  | 0.2 | 0.0 | 2.7  |
| Luke Kornet         | 3  | 0  | 2.0  | 1.000 | 1.000 | .000 | 0.7  | 0.3  | 0.0 | 0.0 | 1.7  |
| Daniel Theis        | 2  | 0  | 10.0 | .500  | .500  | .000 | 2.5  | 0.5  | 0.0 | 1.0 | 1.5  |
| Aaron Nesmith       | 5  | 0  | 3.2  | .333  | .000  | .750 | 0.8  | 0.4  | 0.2 | 0.0 | 1.4  |
| Malik Fitts         | 3  | 0  | 2.0  | 1.000 | 1.000 | .000 | 0.0  | 0.0  | 0.0 | 0.0 | 1.0  |
| Sam Hauser          | 5  | 0  | 2.2  | .333  | .500  | .000 | 0.0  | 0.4  | 0.0 | 0.0 | 0.6  |
| Nik Stauskas        | 5  | 0  | 1.8  | .250  | .250  | .000 | 0.6  | 0.2  | 0.0 | 0.0 | 0.6  |
| Juwan Morgan        | 4  | 0  | 1.3  | .000  | .000  | .000 | 0.3  | 0.0  | 0.0 | 0.0 | 0.0  |

| Játékos               | JM | KM | JP/M | MG%   | 3P%   | BD%   | LP/M | GP/M | L/M | B/M | P/M  |
| --------------------- | -- | -- | ---- | ----- | ----- | ----- | ---- | ---- | --- | --- | ---- |
| Stephen Curry         | 6  | 6  | 37.6 | .482  | .437  | .857  | 6.0  | 5.0  | 2.0 | 0.2 | 31.2 |
| Andrew Wiggins        | 6  | 6  | 39.2 | .446  | .297  | .692  | 8.8  | 2.2  | 1.5 | 1.5 | 18.3 |
| Klay Thompson         | 6  | 6  | 38.4 | .356  | .351  | 1.000 | 3.0  | 2.0  | 1.3 | 0.5 | 17.0 |
| Draymond Green        | 6  | 6  | 36.2 | .333  | .125  | .583  | 8.0  | 6.2  | 1.7 | 0.7 | 6.2  |
| Otto Porter Jr.       | 6  | 3  | 16.9 | .588  | .563  | 1.000 | 2.0  | 1.0  | 1.0 | 0.2 | 5.2  |
| Kevon Looney          | 6  | 3  | 21.7 | .636  | .000  | 1.000 | 7.5  | 2.7  | 0.7 | 0.8 | 5.0  |
| Jordan Poole          | 6  | 0  | 20.8 | .435  | .385  | .909  | 1.8  | 1.8  | 0.5 | 0.2 | 13.2 |
| Gary Payton II        | 5  | 0  | 18.5 | .591  | .286  | .700  | 3.2  | 1.4  | 1.6 | 0.4 | 7.0  |
| Andre Iguodala        | 4  | 0  | 4.8  | .750  | 1.000 | .000  | 0.0  | 1.3  | 0.0 | 0.0 | 1.8  |
| Nemanja Bjelica       | 5  | 0  | 5.8  | .500  | .500  | .000  | 1.6  | 0.2  | 0.4 | 0.0 | 1.8  |
| Moses Moody           | 4  | 0  | 2.8  | 1.000 | .000  | .000  | 0.0  | 0.0  | 0.0 | 0.3 | 0.5  |
| Jonathan Kuminga      | 4  | 0  | 2.0  | .000  | .000  | .000  | 0.3  | 0.0  | 0.0 | 0.0 | 0.0  |
| Damion Lee            | 4  | 0  | 2.0  | .000  | .000  | .000  | 0.0  | 0.0  | 0.0 | 0.0 | 0.0  |
| Juan Toscano-Anderson | 4  | 0  | 2.0  | .000  | .000  | .000  | 0.5  | 0.8  | 0.0 | 0.0 | 0.0  |